# Oligoplites
Oligoplites là một chi cá thuộc họ cá khế bản địa của dùng Đại Tây Dương và Thái Bình Dương.

## Các loài
Các loài sau đây hiện hành đã được ghi nhận là
- Oligoplites altus (Günther, 1868) (longjaw leatherjacket)
- Oligoplites palometa (G. Cuvier, 1832) (Maracaibo leatherjacket)
- Oligoplites refulgens C. H. Gilbert & Starks, 1904 (shortjaw leatherjacket)
- Oligoplites saliens (Bloch, 1793) (Castin leatherjacket)
- Oligoplites saurus (Bloch & J. G. Schneider, 1801) (leatherjacket)